# Taj Burrow
Pour les articles homonymes, voir Burrow.
Taj Burrow est un surfeur professionnel australien né le 2 juin 1978 à Busselton, en Australie-Occidentale.

## Biographie
Taj Burrow est le plus jeune surfeur à remporter le championnat WQS 1996 à 18 ans et se qualifier pour le WCT 1997, mais il préfère attendre un an et se sentir plus à l'aise, débutant ainsi dans le championnat du monde de surf en 1998, il devient "Rookie of the year" et réalise son meilleur classement en 1999 en finissant second du championnat (performance rééditée en 2007).
Taj Burrow remporte le 15 décembre 2009 l'épreuve du Pipeline Masters, épreuve reine du Vans Triple Crown.

## Palmarès et résultats

### Saison par saison
- 1999 :
  - 1er du Coke Surf Classic à Sydney (Australie)
  - 1er du Rio Marathon Surf International à Rio de Janeiro (Brésil)

- 2002 :
  - 1er du Mundial Coca-Cola de Surf à Saquarema (Brésil)

- 2004 :
  - 1er du Santa Catarina Pro à Florianópolis (Brésil)
  - 1er du Honda US of Surfing à Huntington Beach (États-Unis)

- 2007 :
  - 1er du Rip Curl Pro Bells Beach à Bells Beach (Australie)
  - 1er du Billabong Pro J-Bay à Jeffreys Bay (Afrique du Sud)

- 2009 :
  - 1er du Billabong Pipe Masters à Banzai Pipeline sur le North Shore d'Oahu (Hawaï)

- 2010 :
  - 1er du Quiksilver Pro Gold Coast à Gold Coast (Australie)

- 2012 :
  - 1er du Quiksilver Pro Gold Coast à Gold Coast (Australie)
  - 1er du O'Neill Coldwater Classic Santa Cruz à Santa Cruz (États-Unis)

- 2013 :
  - 1er du Hurley Pro at Trestles à San Clemente (États-Unis)

- 2015
  - 3e du Fiji Pro à Tavarua (Fidji)[1]

### Classements
| Année             | 1996 | 1997 | 1998 | 1999 | 2000 | 2001 | 2002 | 2003 | 2004 | 2005 | 2006 | 2007 | 2008 | 2009 | 2010 | 2011 | 2012 | 2013 | 2014 |
| ----------------- | ---- | ---- | ---- | ---- | ---- | ---- | ---- | ---- | ---- | ---- | ---- | ---- | ---- | ---- | ---- | ---- | ---- | ---- | ---- |
| Championship Tour |      |      | 12e  | 2e   | 6e   | 35e  | 4e   | 3e   | 6e   | 7e   | 4e   | 2e   | 3e   | 4e   | 4e   | 4e   | 6e   | 5e   | 9e   |
| Qualifying Series | 11e  | 3e   |      |      |      | 2e   |      |      |      |      |      |      |      |      |      | 3e   | 6e   | 14e  |      |